# Yuta Ito
Yuta Ito (伊藤 優汰 Ito Yuta?), född 18 september 1992 i Aichi prefektur, är en japansk fotbollsspelare.
Ito började sin karriär 2011 i Kyoto Sanga FC. 2013 blev han utlånad till Ehime FC. Han gick tillbaka till Kyoto Sanga FC 2014. 2016 flyttade han till Albirex Niigata. Efter Albirex Niigata spelade han för Kataller Toyama.